# Magnificat

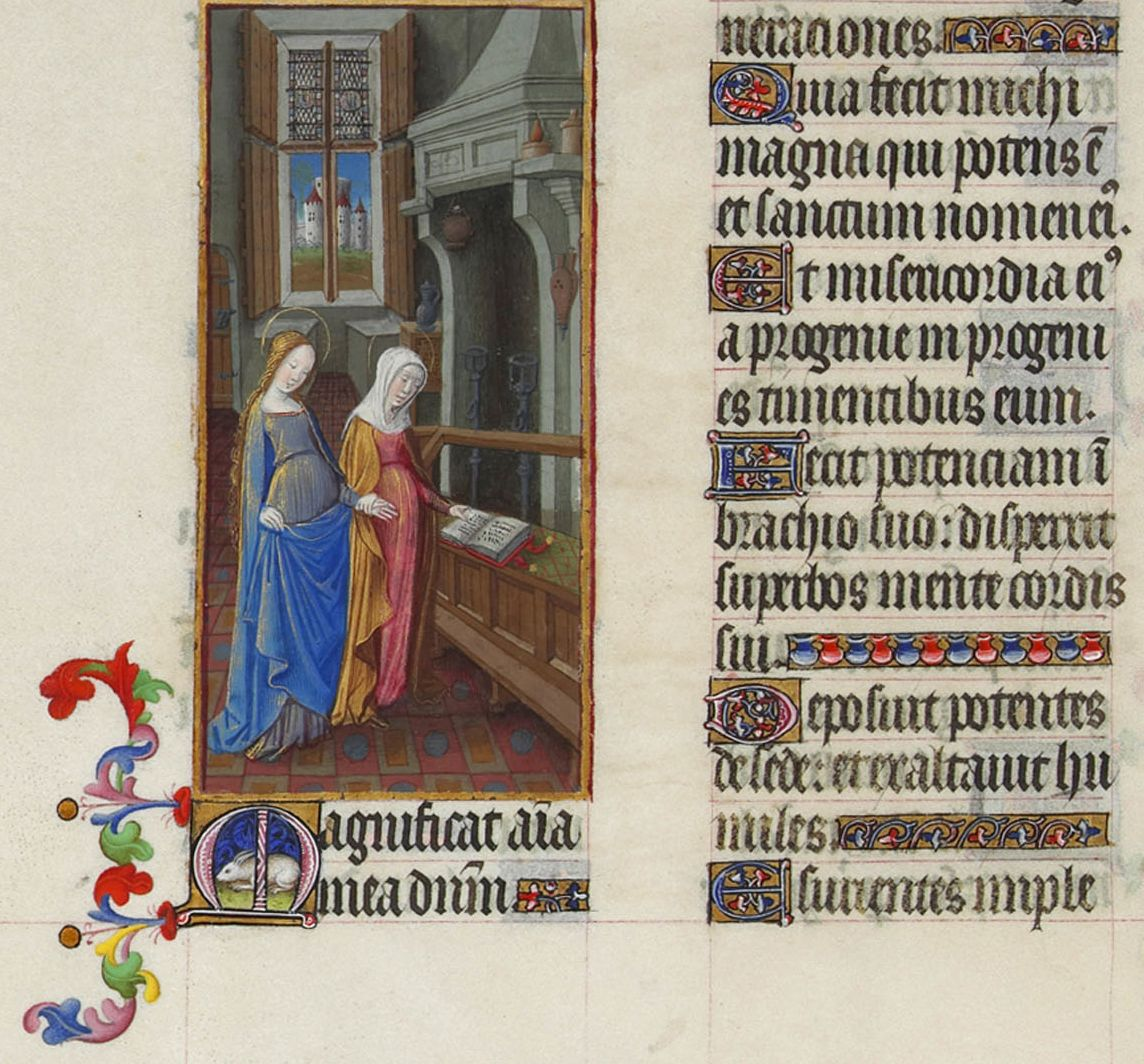
Blad uit de 15e-eeuwse Très Riches Heures du duc de Berry met de eerste zinnen van het Magnificat in het Latijn en een miniatuur van het bezoek van Maria aan Elisabet.

Het Magnificat wordt ook wel de lofzang van Maria genoemd. De naam 'Magnificat' dankt het lied aan de eerste woorden in de Latijnse versie, Magnificat anima mea Dominum, "mijn ziel verheerlijkt de Heer". In Lucas 1:46-55 staat het verhaal waarin de zwangere Maria haar eveneens zwangere nicht Elisabet bezoekt (de Maria-Visitatie) en  de tekst uitspreekt als zij elkaar ontmoeten. Het 'Magnificat' doet sterk denken aan de Lofzang van Hanna (Bijbel), de moeder van de profeet Samuel (1 Samuel 2:1-10).

## Liturgisch gebruik
Het Magnificat wordt in de christelijke liturgie frequent gebruikt. Een van de oudste liturgische tekstverzamelingen waarin het is opgenomen, is het boek Oden. Verder is het opgenomen in het Brevier of getijdengebed van de Rooms-Katholieke Kerk, namelijk in de vespers, zoals het Benedictus bij de lauden wordt gebruikt. Het Magnificat wordt ook gebruikt in het Book of Common Prayer van de Anglicaanse Kerk. Daar is het door talrijke componisten getoonzet en ontbreekt het (in het Engels, onberijmd) nooit in de Evensong. In de protestantse kerken in Nederland wordt de lofzang van Maria in berijmde vorm gezongen.  

## Muziekstukken
Het Magnificat is, vaak op de Latijnse tekst, door vele componisten op muziek gezet. Zo zijn er zettingen van Claudio Monteverdi, Heinrich Schütz, Johann Sebastian Bach (BWV 243 en 243a), diens zoon Carl Philipp Emanuel Bach, Henry Purcell (Z231-1), Antonio Vivaldi (RV 610a), Domenico Cimarosa en Franz Schubert. Van recenter datum zijn zettingen van Alan Hovhaness, Godár (2003), Hendrik Andriessen (1937), Kilar (2006), John Rutter (1990) en Arvo Pärt (1989).

## Grieks
Μεγαλύνει ἡ ψυχή μου τὸν Κύριον καὶ ἠγαλλίασε τὸ πνεῦμά μου ἐπὶ τῷ Θεῷ τῷ σωτῆρί μου,
ὅτι ἐπέβλεψεν ἐπὶ τὴν ταπείνωσιν τῆς δούλης αὐτοῦ. ἰδοὺ γὰρ ἀπὸ τοῦ νῦν μακαριοῦσί με πᾶσαι αἱ γενεαί.
ὅτι ἐποίησέ μοι μεγάλα ὁ δυνατός καὶ ἅγιον τὸ ὄνομα αὐτοῦ, καὶ τὸ ἔλεος αὐτοῦ εἰς γενεὰς γενεῶν τοῖς φοβουμένοις αὐτόν.
Ἐποίησε κράτος ἐν βραχίονι αὐτοῦ, διεσκόρπισεν ὑπερηφάνους διανοίᾳ καρδίας αὐτῶν·
καθεῖλε δυνάστας ἀπὸ θρόνων καὶ ὕψωσε ταπεινούς, πεινῶντας ἐνέπλησεν ἀγαθῶν καὶ πλουτοῦντας ἐξαπέστειλε κενούς.
ἀντελάβετο Ἰσραὴλ παιδὸς αὐτοῦ, μνησθῆναι ἐλέους, καθὼς ἐλάλησε πρὸς τοὺς πατέρας ἡμῶν, τῷ Ἀβραὰμ καὶ τῷ σπέρματι αὐτοῦ εἰς τὸν αἰῶνα.

## Latijn (Vulgaat)
| Latijnse tekst (Nova Vulgata tussen haakjes) | Nederlandse vertaling |
| --- | --- |
| Magnificat anima mea Dominum Et exsultavit spiritus meus in Deo salutari [Salvatore] meo. Quia respexit humilitatem ancillæ suæ: ecce enim ex hoc beatam me dicent omnes generationes. Quia fecit mihi magna qui potens est, et sanctum nomen eius. Et misericordia eius a progenie in progenies [in progenies et progenies] timentibus eum. Fecit potentiam in bracchio suo, dispersit superbos mente cordis sui. Deposuit potentes de sede et exaltavit humiles. Esurientes implevit bonis et divites dimisit inanes, Suscepit Israel puerum suum recordatus misericordiæ suæ,[recordatus misericordiae,] Sicut locutus est ad patres nostros, Abraham et semini eius in sæcula. | Groot maakt mijn ziel de Heer, en mijn geest heeft zich verheugd om God mijn Redder. Want Hij aanschouwde de nederigheid van zijn dienares: ja zie, van nu af aan spreken alle geslachten mij zalig. Want grote dingen heeft Hij mij gedaan die machtig is, en heilig is Zijn naam. En Zijn barmhartigheid is van nageslacht tot nageslacht, voor hen die Hem vrezen. Hij heeft kracht getoond in Zijn arm, en hoogmoedigen in de gedachte van hun hart verstrooid. Hij stootte machtigen van hun zetel, en nederigen heeft Hij verheven. Hongerigen heeft Hij met gaven vervuld, en rijken heeft Hij leeg weggezonden. Hij is Israel zijn dienaar te hulp geschoten, zijn barmhartigheid gedenkend, Zoals Hij gesproken heeft tot onze vaderen, Abraham en zijn zaad in eeuwigheid. |

## Een katholieke versie
Hoog verheft nu mijn ziel de Heer,
verrukt is mijn geest om God, mijn Verlosser,
Zijn keus viel op zijn eenvoudige dienstmaagd,
van nu af prijst ieder geslacht mij zalig.
Wonderbaar is het wat Hij mij deed,
de Machtige, groot is Zijn Naam!
Barmhartig is Hij tot in lengte van dagen
voor ieder die Hem erkent.
Hij doet zich gelden met krachtige arm,
vermetelen drijft hij uiteen,
machtigen haalt Hij omlaag van hun troon,
eenvoudigen brengt Hij tot aanzien;
Behoeftigen schenkt Hij overvloed,
maar rijken gaan heen met lege handen.
Hij trekt zich Zijn dienaar Israël aan,
Zijn milde erbarming indachtig;
zoals Hij de vaderen heeft beloofd,
voor Abraham en zijn geslacht voor altijd.

## Statenvertaling, herziene online versie
Mijn ziel maakt groot den Heere;
En mijn geest verheugt zich in God, mijn Zaligmaker;
Omdat Hij de nederheid Zijner dienstmaagd heeft aangezien; want zie, van nu aan zullen mij zalig spreken al de geslachten.
Want grote dingen heeft aan mij gedaan Hij, Die machtig is, en heilig is Zijn Naam.
En Zijn barmhartigheid is van geslacht tot geslacht over degenen, die Hem vrezen.
Hij heeft een krachtig werk gedaan door Zijn arm; Hij heeft verstrooid de hoogmoedigen in de gedachten hunner harten.
Hij heeft machtigen van de tronen afgetrokken, en nederigen heeft Hij verhoogd.
Hongerigen heeft Hij met goederen vervuld; en rijken heeft Hij ledig weggezonden.
Hij heeft Israël, Zijn knecht, opgenomen, opdat Hij gedachtig ware der barmhartigheid.
(Gelijk Hij gesproken heeft tot onze vaderen, namelijk tot Abraham, en zijn zaad) in eeuwigheid.

## Nieuwe Bijbelvertaling
Mijn ziel prijst en looft de Heer,
mijn hart juicht om God, mijn redder:
hij heeft oog gehad voor mij, zijn minste dienares.
Alle geslachten zullen mij voortaan gelukkig prijzen,
ja, grote dingen heeft de Machtige voor mij gedaan,
heilig is zijn naam.
Barmhartig is hij, van geslacht op geslacht,
voor al wie hem vereert.
Hij toont zijn macht en de kracht van zijn arm
en drijft uiteen wie zich verheven wanen.
Heersers stoot hij van hun troon
en wie gering is geeft hij aanzien.
Wie honger heeft overlaadt hij met gaven,
maar rijken stuurt hij weg met lege handen.
Hij trekt zich het lot aan van Israël, zijn dienaar,
zoals hij aan onze voorouders heeft beloofd:
hij herinnert zich zijn barmhartigheid
jegens Abraham en zijn nageslacht,
tot in eeuwigheid.

## Naardense Bijbel
Groot maakt mijn ziel de Heer,
verrukt is mijn Geest over God,
mijn bevrijder,-
want hij heeft aangezien
de vernedering van zijn dienares;
zie, van nu af prijzen mij zalig alle generaties!-
want grote dingen heeft hij aan mij gedaan,
machtig is hij, heilig is zijn naam!-
zijn ontferming is van generatie tot generatie
over wie hem vrezen;
kracht heeft hij betoond met zijn arm;
hoogmoedigen met de plannen van hun hart,-
hij sloeg ze uiteen;
hij heeft machtigen van hun troon gestoten
en vernederden verhoogd;
hongerlijders heeft hij vervuld met alle goeds,
en rijken heeft hij ledig
heengezonden;
hij heeft zijn kind Israel vastgehouden,
hij blijft zijn ontferming indachtig
-zoals hij tot onze vaderen heeft gesproken-
voor Abraham en voor zijn zaad
tot in de toekomende eeuw!

## Berijming vanDatheen
Mijn ziel maakt groot den Heer,
Mijn geest verheugt hem zeer
In mijnen God vol trouwe.
Hij is mijn zaligheid,
En wil ook de kleinheid
Zijner dienstmaagd aanschouwen.
Ziet hierom zullen mij
Alle geslachten vrij
Welgelukzalig achten;
Want onze God zeer goed
Grote dingen nu doet,
Door Zijn hand, sterk in krachten.
Heilig is Zijnen Naam,
En al Zijn goedheid bekwaam
Zal eeuwiglijk beklijven,
Van kindskind'ren voortaan,
Voor hen, die recht wel gaan
En in Gods vreze blijven.
Een schoon en heerlijk werk
Door Zijnen arm zeer sterk,
Heeft gedaan God almachtig;
Hij heeft de stouten kwaad
En hares harten raad,
Tot niet gemaakt zeer krachtig.
Die stout zijn in hoogmoed,
Vol van eer en van goed,
Heeft God nedergedreven;
En die arm zijn en klein,
Heeft Zijn goedheid allein
Zeer heerlijk nu verheven.
Die arm zijn naar den geest,
Denwelken hongert meest,
Verzaadt de Heer geprezen;
Die rijk zijn vol en groot,
Heeft Hij ledig en bloot
Van Hem vrij afgewezen.
Hij verheft Israël
Zijn zoon, en gedenkt wel
Aan zijn grote genade:
Zo Hij heeft Abraham
En 't volk, dat na hem kwam,
Toegezeid' vroeg en spade.

## Berijming uit 1773
Mijn ziel verheft Gods eer;
mijn geest mag blij den Heer,
mijn Zaligmaker noemen,
Die, in haar lagen staat,
Zijn dienstmaagd niet versmaadt,
maar van Zijn gunst doet roemen
Want ziet, om 's Heeren daân,
zal elk geslacht voortaan
alom mij zalig spreken;
wijl God, na ramp en leed,
mij grote dingen deed;
nu is Zijn macht gebleken.
Hoe heilig is Zijn naam!
Laat volk bij volk te zaâam
barmhartigheid verwachten;
nu Hij de zaligheid,
voor die Hem vreest, bereidt,
door al de nageslachten.
Des Heeren arm is sterk,
Hij deed een krachtig werk:
die hoog zijn van gevoelen,
heeft Hij verstrooid, verward,
met alles, wat het hart
dier trotsen mocht bedoelen.
Die stout zijn op hun macht,
heeft Hij versmaad, veracht,
gestoten van de tronen;
maar Hij verhoogt en hoedt
het nederig gemoed,
waarin Zijn Geest wil wonen.
Hij heeft na lang geduld,
met goederen vervuld
der hongerigen monden;
Hij zag geen rijken aan,
maar heeft z'in hunnen waan,
gans ledig weggezonden.
Zijn goedheid klom ten top;
Hij nam Zijn Isrel op
naar 't heil, Zijn knecht beschoren;
gelijk Hij, ons ten troost,
aan Abram en zijn kroost,
voor eeuwig had gezworen.